# Суарес, Денис
Денис Суа́рес Фернандес (исп. Denis Suárez Fernández; 6 января 1994 года, Сальседа-де-Каселас, Испания) — испанский футболист, полузащитник испанского клуба «Вильярреал». Выступал в национальной сборной Испании.

## Клубная карьера
Родившийся в Сальседа-де-Каселас (провинция Понтеведра, автономное сообщество Галисия), Суарес играл в юношеских командах «Порриньо Индустриал» и «Сельта».
23 мая 2011 года Денис Суарес перешёл в «Манчестер Сити» из молодёжной команды «Сельты». Кроме «Манчестер Сити» Суаресом интересовались «Барселона», «Челси» и «Манчестер Юнайтед». Во время товарищеского матча с «Лос-Анджелес Гэлакси» на 88-й минуте он заменил Эдина Джеко. В 2012 году Суарес стал лучшим молодым игроком «Манчестер Сити» по версии болельщиков. Также он участвовал в матчах Кубка Лиги. В следующем раунде Кубка Суарес заменил на 67-й минуте Самира Насри. В том матче «Манчестер Сити» обыграл «Вулверхэмптон» со счётом 5:2.
22 августа 2013 года Суарес подписал 4-летний контракт с «Барселоной». Его трансфер обошёлся новому клубу в 1,8 млн евро, при этом ещё около 8 млн «сине-гранатовые» должны были выплатить «горожанам» в будущем в качестве бонусов. Английский клуб же закрепил за собой право на получение 20 % суммы от последующей продажи футболиста. Сезон 2013/14 Суарес провёл в составе «Барселоны Б».
16 июня 2014 года на правах аренды перешёл в «Севилью» до лета 2016 года в качестве части сделки по трансферу Ивана Ракитича в «Барселону» с возможностью выкупа контракта Суареса за 6 млн евро. В сезоне 2014/15 полузащитник провёл сорок шесть матчей в составе «красно-белых», став одним из открытий чемпионата Испании.
29 августа 2015 года Суарес перешёл в «Вильярреал», подписав четырёхлетний контракт, который включает в себя право обратного выкупа игрока «Барселоной». Дебютировал за «Вильярреал» 13 сентября 2015 года в матче против «Гранады». Первый гол за новую команду забил 18 октября 2015 года в ворота «Сельты».
4 июля 2016 года Суарес подписал 4-летнее соглашение с «Барселоной», с возможностью его продления ещё на год. Трансфер полузащитника обошёлся каталонцам в 3,5 млн евро. Клаусула игрока составит 50 млн евро. Через несколько дней в интервью газете Sport Суарес признался, что всегда мечтал вернуться в «Барселону». Первый гол за каталонцев Денис забил 22 января в матче против «Эйбара» (0:4). 26 января в ответной игре Кубка Испании против «Реал Сосьедад» оформил дубль (5:2).
Перед оформлением перехода на правах аренды в лондонский «Арсенал» продлили ещё на один год соглашение с «Барселоной». 31 января 2019 года на правах аренды перешёл в лондонский «Арсенал». Соглашение рассчитано до конца сезона 2018/19 и предусматривает право выкупа.
1 июля 2019 года Денис перешёл в «Сельту» за 12,9 миллионов евро.

## Выступления за сборную
Суарес появился в составе сборной Испании до 17 лет. За неё он забил 2 гола: один сборной Молдавии и ещё один сборной Северной Ирландии.
В мае 2016 года Суарес был включён в предварительный состав национальной сборной Испании для подготовки к чемпионату Европы. 29 мая он принял участие в товарищеском матче против сборной Боснии и Герцеговины, который стал для него дебютным. Однако в конечную заявку на Евро-2016 Суарес не попал.

## Достижения
«Севилья»
- Победитель Лиги Европы: 2014/15
- Итого: 1 трофей

«Барселона»
- Чемпион Испании: 2017/18
- Обладатель Кубка Испании (2): 2016/17, 2017/18
- Обладатель Суперкубка Испании (2): 2016, 2018
- Итого: 5 трофеев

## Клубная статистика
| Выступление      | Выступление      | Выступление      | Лига | Лига | Кубки | Кубки | Еврокубки | Еврокубки | Остальные | Остальные | Итого | Итого |
| Клуб             | Лига             | Сезон            | Игры | Голы | Игры  | Голы  | Игры      | Голы      | Игры      | Голы      | Игры  | Голы  |
| ---------------- | ---------------- | ---------------- | ---- | ---- | ----- | ----- | --------- | --------- | --------- | --------- | ----- | ----- |
| Манчестер Сити   | Премьер-лига     | 2011/12          | 0    | 0    | 1     | 0     | 0         | 0         | 0         | 0         | 1     | 0     |
| Манчестер Сити   | Премьер-лига     | 2012/13          | 0    | 0    | 1     | 0     | 0         | 0         | 0         | 0         | 1     | 0     |
| Манчестер Сити   | Итого            | Итого            | 0    | 0    | 2     | 0     | 0         | 0         | 0         | 0         | 2     | 0     |
| Барселона Б      | Сегунда          | 2013/14          | 36   | 7    | 0     | 0     | 0         | 0         | 0         | 0         | 36    | 7     |
| Барселона Б      | Итого            | Итого            | 36   | 7    | 0     | 0     | 0         | 0         | 0         | 0         | 36    | 7     |
| Севилья→         | Примера          | 2014/15          | 31   | 2    | 5     | 1     | 10        | 3         | 0         | 0         | 46    | 6     |
| Севилья→         | Итого            | Итого            | 31   | 2    | 5     | 1     | 10        | 3         | 0         | 0         | 46    | 6     |
| Вильярреал       | Примера          | 2015/16          | 33   | 4    | 2     | 0     | 13        | 1         | 0         | 0         | 48    | 5     |
| Вильярреал       | Итого            | Итого            | 33   | 4    | 2     | 0     | 13        | 1         | 0         | 0         | 48    | 5     |
| Барселона        | Примера          | 2016/17          | 26   | 1    | 9     | 2     | 1         | 0         | 0         | 0         | 36    | 3     |
| Барселона        | Примера          | 2017/18          | 18   | 2    | 6     | 1     | 3         | 0         | 0         | 0         | 27    | 3     |
| Барселона        | Примера          | 2018/19          | 2    | 0    | 4     | 2     | 2         | 0         | 0         | 0         | 8     | 2     |
| Барселона        | Итого            | Итого            | 46   | 3    | 19    | 5     | 6         | 0         | 0         | 0         | 71    | 8     |
| Арсенал          | Премьер-лига     | 2018/19          | 4    | 0    | 0     | 0     | 2         | 0         | 0         | 0         | 6     | 0     |
| Арсенал          | Итого            | Итого            | 4    | 0    | 0     | 0     | 2         | 0         | 0         | 0         | 6     | 0     |
| Всего за карьеру | Всего за карьеру | Всего за карьеру | 150  | 16   | 28    | 6     | 29        | 4         | 0         | 0         | 207   | 26    |